# Abe Kazuki
Kazuki Abe (sinh ngày 18 tháng 4 năm 1987) là một cầu thủ bóng đá người Nhật Bản.

## Sự nghiệp câu lạc bộ
Kazuki Abe đã từng chơi cho Ehime FC và Tokushima Vortis.